# Uncaria talbotii
Uncaria talbotii är en måreväxtart som beskrevs av Herbert Fuller Wernham. Uncaria talbotii ingår i släktet Uncaria och familjen måreväxter. Inga underarter finns listade i Catalogue of Life.